# Euptychia henshawi
Euptychia henshawi är en fjärilsart som beskrevs av Edwards 1876. Euptychia henshawi ingår i släktet Euptychia och familjen praktfjärilar. Inga underarter finns listade i Catalogue of Life.